# Reibel-Maschinengewehr
Das Reibel-Maschinengewehr, offizielle Bezeichnung mitrailleuse mle 1931 (dt. MG, Modell von 1931), war ein französisches Maschinengewehr. Es ist auch als MAC-31 bekannt. Der inoffizielle Name ist eine Hommage an Oberst Reibel, der als Direktor einer Waffenfabrik arbeitete.

## Einsatz
Es wurde auf französischen Panzern wie dem Panhard 178 während des Zweiten Weltkrieges und in Festungen wie der Maginot-Linie verwendet. Die Waffe verschoss die französische Standard-Patrone im Kaliber 7,5-mm-MAS. Die Munitionszufuhr erfolgte durch ein scherzhaft Camembert genanntes Trommel-Magazin mit Platz für 150 Patronen. Das Maschinengewehr entstand aus dem leichten MG MAC-24/29, wobei Kolben, Zweibein und Einzelfeueroption wegfielen. Für den festmontierten Einsatz in verbunkerten Stellungen, wo ein Laufwechsel schwer möglich war, erhielt das Reibel-MG eine Einspritzeinrichtung zur Kühlung. Dabei konnte Kühlflüssigkeit direkt ins Patronenlager gesprüht werden, um bei fortgesetztem Dauerfeuer den Verschleiß durch Überhitzung in Grenzen zu halten.
Eine modifizierte Variante wurde als MAC 1934 und als MAC 1934/39 von der Armée de l’air in diversen Flugzeugmustern eingesetzt.

## Einsatz in Fahrzeugen
- AMR 33
- Hotchkiss H-35
- Panhard 178
- Renault Char B1
- Renault R-35
- Somua S-35